# Мінькіно (Грязовецький район)
Мі́нькіно (рос. Минькино) — село у складі Грязовецького району Вологодської області, Росія. Входить до складу Юровського сільського поселення.

## Населення
Населення — 542 особи (2010; 601 у 2002).
Національний склад (станом на 2002 рік):
- росіяни — 96 %